# بكر بن أبي بكر النفوسي الفرسطائي
بكر بن أبي بكر النفوسي الفرسطائي، عالم فقيه إسلامي من أريغ، أخذ العلم عن ابن ماطوس سليمان بجبل نفوسة (حي بعد 283 هـ/ 896م).

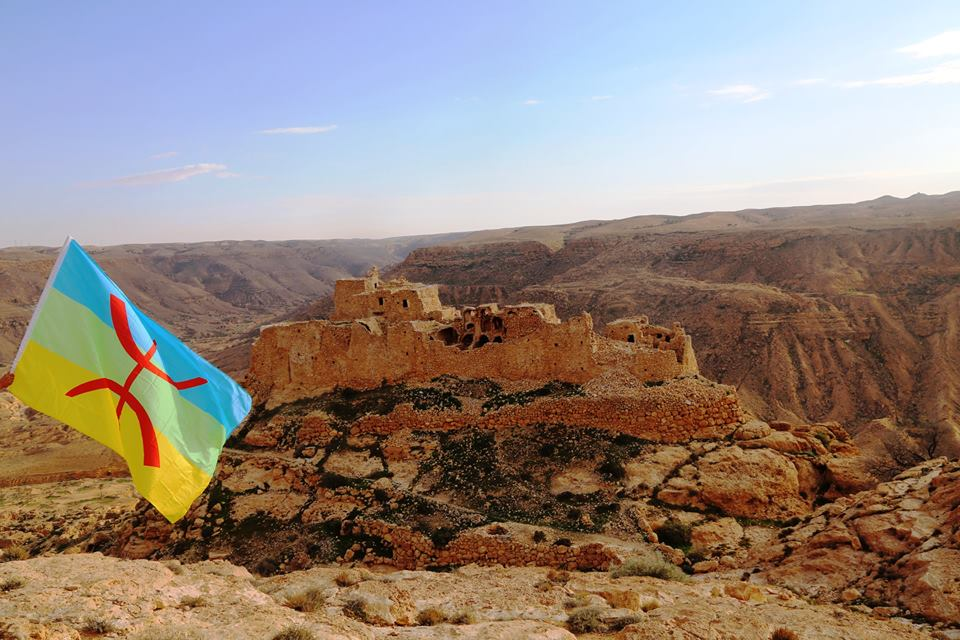
مدينة فرسطاء التي ولد فيها

ذكر له الوسياني عدَّة مسائل فقهية، فيها تيسير للناس؛ وله في كتاب المعلَّقات حِكم وفتاوى. ويبدو أنَّ بكرا هو والد أبي عبد الله محمد، واضع نظام العزَّابة.